# Дгвана
Дгвана (груз. დღვანა) — село в Грузии, на территории Мартвильского муниципалитета края (мхаре) Самегрело-Верхняя Сванетия.

## География
Село находится в западной части Грузии, к западу от реки Техури, на расстоянии приблизительно 16 километров (по прямой) к северо-западу от города Мартвили, административного центра муниципалитета. Абсолютная высота — 381 метр над уровнем моря.

## Население
По результатам официальной переписи населения 2014 года в Дгване проживало 253 человека (130 мужчин и 123 женщины). В национальной структуре населения грузины составляли 100 %.
| Год  | Население, человек |
| ---- | ------------------ |
| 2002 | 346                |
| 2014 | ↘ 253              |